# Neonsjukan
Neonsjuka eller Pleistophorasjukan
Pleistophora är en sporbildande bakterie som orsakar en muskelsjukdom. Pleistophora drabbar flera arter av "lysande tetror" alltså neontetra, kardinaltetra, blå neontetra, glödbandstetra och liknande arter. Den kan även drabba andra fiskar, såväl tetror som andra akvariefiskar och även vilt levande fiskar.

## Symptom
Drabbar speciellt neon-, kardinaltetror samt liknande arter. Sjukdomen är mycket farlig och smittsam. På angripna fiskar bleknar färgerna bort. Sedan fisken bleknat i färgprakten börjar den få svårt att simma. Drabbade fiskar kan också anta en avvikande kroppsställning. Drabbade fiskar dör ganska snabbt, oftast inom ett till tre dygn.

## Behandling
Svår eller omöjlig att bota, evakuera genast sjuka exemplar, neonsjukan är mycket smittsam, om du har tur har sjukdomen inte spridit sig till övriga individer. Medicinering med Nifurpirinol har ibland gett positivt resultat. Men ofta dör drabbade fiskar. Var mycket uppmärksam på kvarvarande fiskar i akvariet under några veckor framåt, då nya sjukdomsutbrott kan komma.